# Corbești, Bihor
Corbești este un sat în comuna Ceica din județul Bihor, Crișana, România.